# Октябрьское сельское поселение (Верхнеуслонский район)
Октябрьское се́льское поселе́ние — муниципальное образование в Верхнеуслонском районе Татарстана Российской Федерации.
Административный центр — посёлок Октябрьский.

## История
Статус и границы сельского поселения установлены Законом Республики Татарстан от 31 января 2005 года № 19-ЗРТ «Об установлении границ территорий и статусе муниципального образования „Верхнеуслонский муниципальный район“ и муниципальных образований в его составе».

## Население
| 2010 | 2011 | 2012 | 2013 | 2014 | 2015 | 2016 |
| ---- | ---- | ---- | ---- | ---- | ---- | ---- |
| 716  | ↘715 | ↘700 | ↘692 | ↗700 | ↘681 | ↘678 |
| 2017 | 2018 |      |      |      |      |      |
| ↘676 | ↘654 |      |      |      |      |      |

## Состав сельского поселения
| № | Населённый пункт | Тип населённого пункта          | Население |
| - | ---------------- | ------------------------------- | --------- |
| 1 | Ключищи          | село                            |           |
| 2 | Матюшино         | село                            |           |
| 3 | Октябрьский      | посёлок, административный центр |           |
| 4 | Янга-Болгар      | село                            |           |